# Илличевский, Алексей Демьянович
Алексей Демьянович Илличевский (28 февраля [11 марта] 1798 — 6 [17] октября 1837) — русский поэт, статский советник. Один из первых воспитанников Царскосельского лицея (пушкинский выпуск).

## Биография
Сын томского губернатора Д. В. Илличевского, известен не столько литературной деятельностью, выразившейся в издании небольшого томика стихотворений: «Опыты в антологическом роде» (1827), сколько дружбой с Пушкиным, его лицейским товарищем. Одно время Илличевский считался его соперником и некоторыми ставился даже выше Пушкина. Известно, что первое юношеское произведение Пушкина, «Песня», было исправлено и закончено Илличевским. В лицее Илличевский был одним из самых деятельных литераторов, писал басни, эпиграммы (особенно на Кюхельбекера), послания. Пушкин называл его «остряком любезным» и предлагал вылить сотню эпиграмм «на недруга и друга». Кроме того Илличевский отличался искусством рисовать карикатуры, сохранившиеся в виде иллюстраций, к различным «злобам дня» в школьном сборнике: «Лицейский Мудрец» (см. стихотворение Пушкина «К живописцу»).
Характер и значение поэтических произведений Илличевского, дополненных некоторыми стихотворениями, вписанными поэтом в альбом С. Д. Пономарёвой, верно определены князем Вяземским в послании к Илличевскому:
Пред Фебом ты зажег огарок,

А не огромную свечу;

Но разноцветен он и ярок

И музе нашей по плечу….
Из лицея Илличевский был выпущен 9 июня 1817 года в чине коллежского секретаря (10-го класса, по Табели о рангах). В том же году уехал в Сибирь, поступил на службу в Сибирский почтамт, более трёх лет жил в Томске у отца. В дальнейшем вернулся в Петербург, в 1825 году в чине коллежского асессора был назначен столоначальником в отделении судных и тяжебных дел Департамента государственных имуществ Министерства финансов. Последние чин и должность — статский советник, начальник 5-го отделения Департамента государственных имуществ. Был награждён орденом Св. Анны 3-й степени.
Похоронен на Георгиевском кладбище на Большой Охте. В настоящее время его захоронение можно отнести к числу утраченных.
А. Д. Илличевский — один из героев романов Ю. Тынянова «Кюхля» (1925) и «Пушкин» (1936).